# توراور
توراور (به لاتین: Tõravere) یک سکونتگاه مسکونی در استونی است که در شهرستان تارتو واقع شده‌است.

## نگارخانه

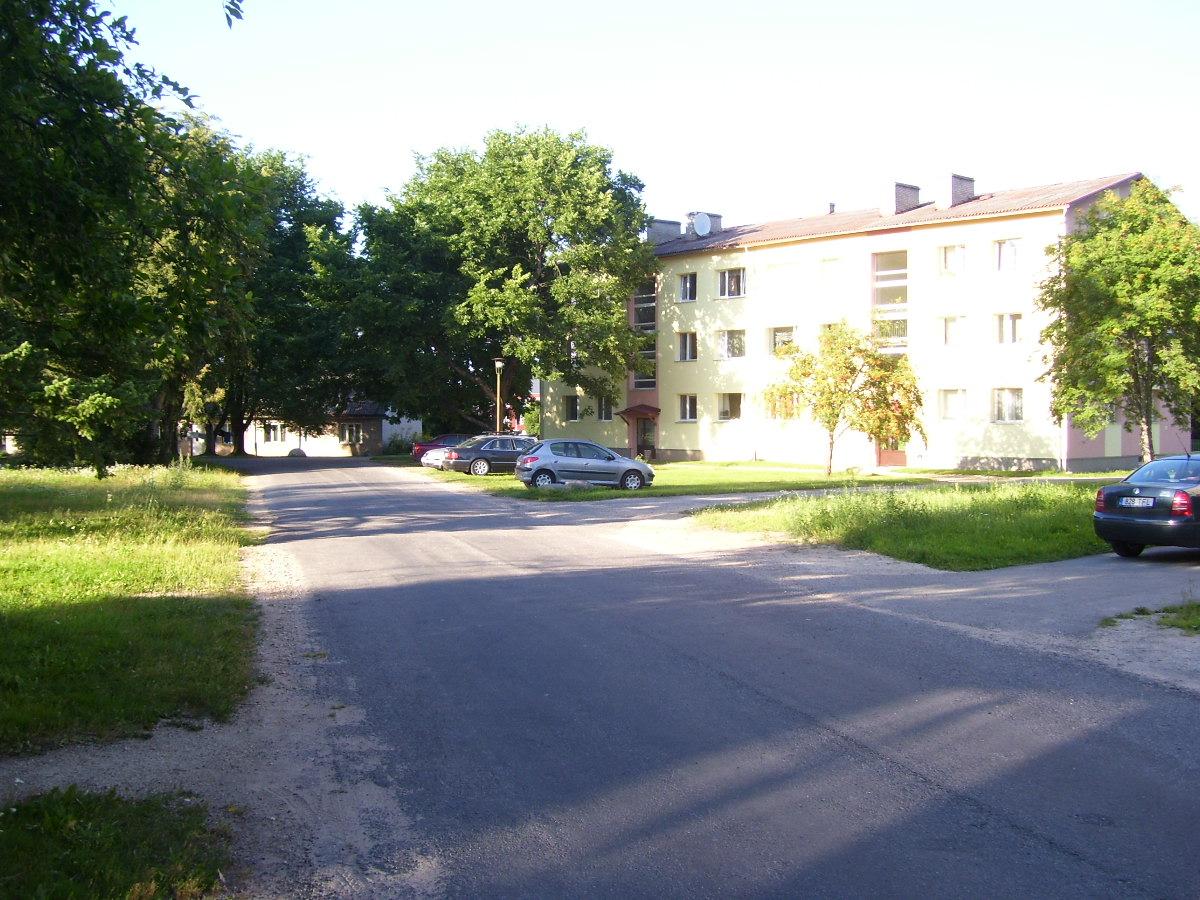
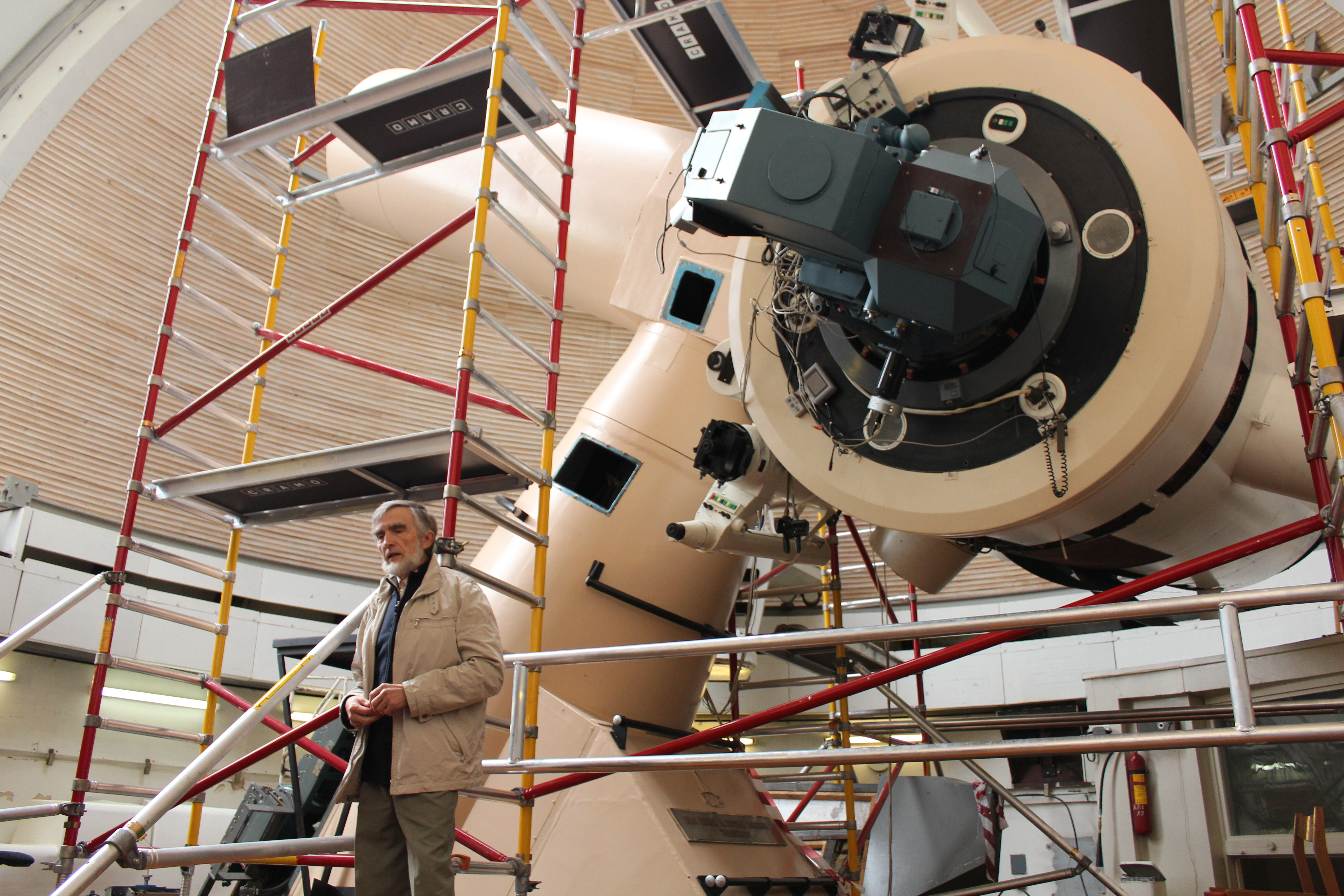
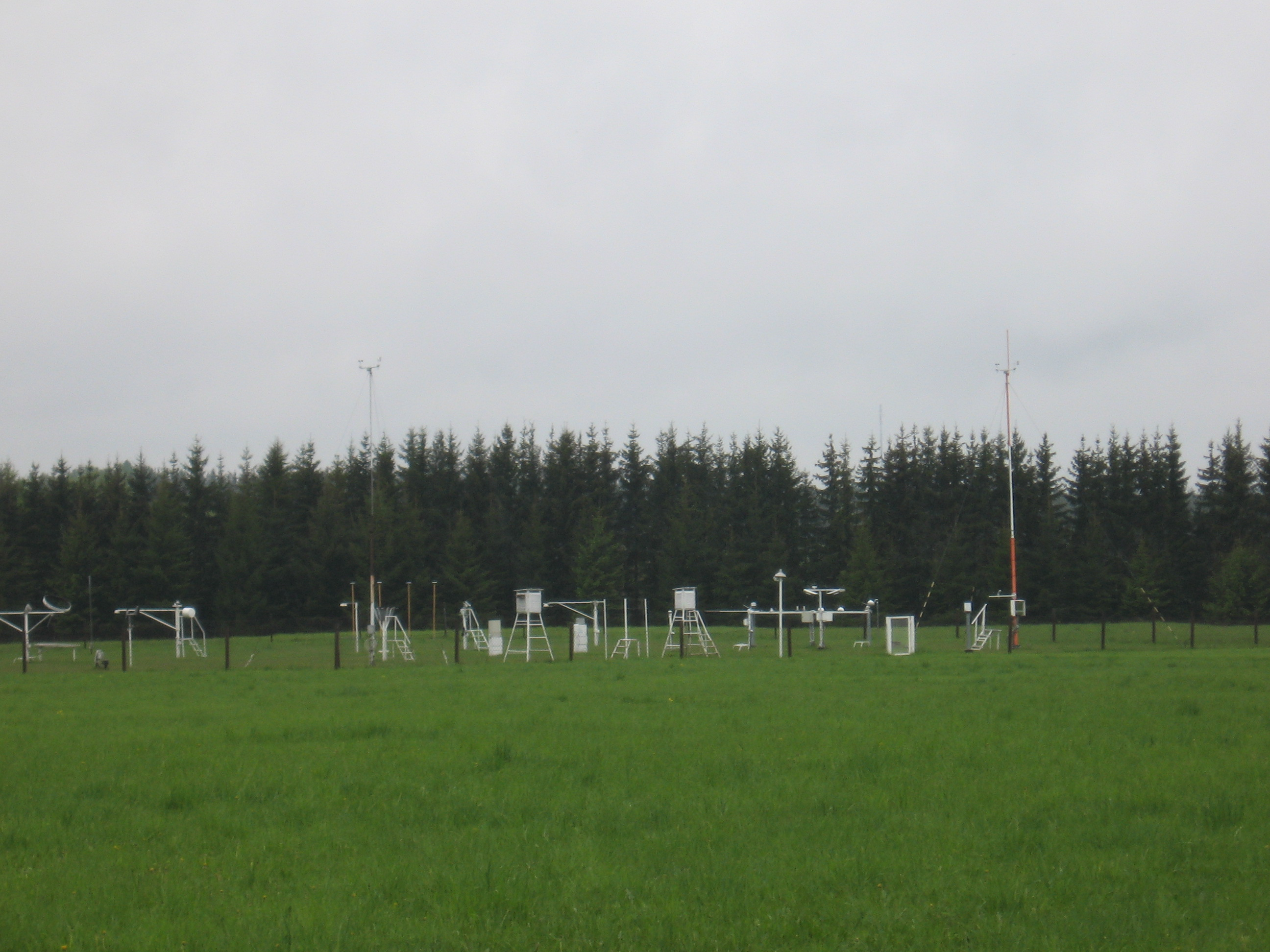

## جمعیت
توراور ۲۸۹ نفر جمعیت دارد.